# アーリー 大瀧詠一
『アーリー 大瀧詠一』（アーリー おおたきえいいち）は、1982年12月21日に発売された、大滝詠一のベルウッドのベスト・アルバム。

## 解説
ベルウッド・レーベル設立10周年記念としてキングレコードがベルウッド音源を使って再編集したアルバム。カセットは1曲多く「五月雨」を収録。
三浦光紀監修、田川律解説。ジャケット・デザインはこのシリーズ統一のものとなっている。

## 収録曲

### SIDE 1
1. 空飛ぶくじら  –  (2:09)
江戸門弾鉄作詞 / 多羅尾伴内作曲
2. 恋の汽車ポッポ(第1部)  –  (2:14)
江戸門弾鉄作詞 / 多羅尾伴内作曲
3. 外はいい天気だよ  –  (2:17)
松本隆作詞 / 大瀧詠一作曲
4. 田舎道  –  (2:36)
松本隆作詞 / 大瀧詠一作曲
5. 指切り  –  (3:35)
松本隆作詞 / 大瀧詠一作曲
6. 五月雨  –  (2:20) ※カセット版のみ収録
大瀧詠一作詞, 作曲

### SIDE 2
1. びんぼう  –  (2:09)
大瀧詠一作詞, 作曲
2. 乱れ髪  –  (2:19)
松本隆作詞 / 大瀧詠一作曲
3. あつさのせい  –  (2:46)
大瀧詠一作詞, 作曲
4. 空飛ぶウララカサイダー  –  (3:32)
松本隆作詞 / 大瀧詠一作曲
5. ココナツ・ホリデイ / 大瀧詠一 with ココナツバンク  –  (4:42)
伊藤銀次・大瀧詠一作詞, 作曲

## 1985年盤

### 解説
LPより7曲多く収録されたほか、ジャケットもCD用に新しくなった。

### 収録曲
1. 恋の汽車ポッポ(第一部)  –  (2:14)
2. それはぼくぢゃないよ  –  (3:15)
3. 空飛ぶくじら  –  (2:09)
4. 五月雨  –  (2:20)
5. おもい  –  (1:03)
6. 指切り  –  (3:35)
7. びんぼう  –  (2:09)
8. ウララカ  –  (2:11)
9. あつさのせい  –  (2:42)
10. 朝寝坊  –  (2:05)
11. 水彩画の町  –  (2:18)
12. 乱れ髪  –  (2:17)
13. いかすぜ! この恋  –  (2:16)
14. 田舎道  –  (2:36)
15. 外はいい天気だよ  –  (2:17)
16. 空飛ぶウララカサイダー  –  (3:18)
17. ココナツ・ホリデイ  –  (4:32)

## 2001年盤(LP)

### 収録曲

#### SIDE A
1. 空飛ぶくじら
2. 恋の汽車ポッポ(第1部)
3. 外はいい天気だよ
4. 田舎道
5. 指切り
6. それはぼくぢゃないよ
7. 五月雨
8. おもい
9. ウララカ

#### SIDE B
1. びんぼう
2. 乱れ髪
3. あつさのせい
4. 空飛ぶウララカサイダー
5. ココナツ・ホリデイ
6. 朝寝坊
7. 水彩画の町
8. 乱れ髪
9. いかすぜ! この恋

## リリース履歴
| #  | 発売日         | リリース                | 規格       | 品番         | 備考 |
| -- | -------------- | ----------------------- | ---------- | ------------ | --- |
| 1  | 1982年12月21日 | Bellwood ⁄ KING         | LP         | K20A-369     | 全10曲。 |
| 2  | 1982年12月21日 | Bellwood ⁄ KING         | CT         | K20H-413     | カセットのみ「五月雨」収録、全11曲。 |
| 3  | 1985年11月21日 | Bellwood ⁄ KING         | CD         | K32X 65      | 初CD化。全17曲の増補改訂版。 |
| 4  | 2000年7月26日  | Bellwood ⁄ KING         | CD         | KICS 8812    | “ベルウッド名盤コレクション”シリーズとしての再発盤。デザイン・ワークがシリーズ統一のものになる。全17曲。 |
| 5  | 2001年6月23日  | Bellwood / ULTRA-VYBE   | 2LP        | BZJS 5007    | オリジナル復刻仕様による180g重量盤の完全限定生産。2枚組、全16曲。 |
| 6  | 2012年10月3日  | Bellwood ⁄ KING         | CD         | KICS-91802   | 三浦光紀総監修による“Bellwood 40th Anniversary Collection”シリーズとしての再発。完全限定プレス盤による紙ジャケコレクション（全11タイトル）。HRカッティング採用。高塚浩一による新規ライナーノーツ付。全10曲のオリジナル・アナログの仕様を可能な限り再現。 |
| 7  | 2012年10月3日  | Bellwood ⁄ KING         | CD         | KICS 2593    | “Bellwood 40th Anniversary Collection”シリーズとしての再発（全40タイトル）。プラケース仕様。高塚浩一による新規ライナーノーツ付。1985年初版のコンプリート・ベルウッド・イヤーズ仕様の全17曲。                                                             |
| 8  | 2014年12月10日 | Bellwood ⁄ KING         | LP         | KIJS-90006   | “Bellwood LP Collection”シリーズとして再発（全10タイトル）。180g重量盤による完全限定生産。初発当時のLPジャケット、インナースリーブ等を可能な限り復刻。全10曲。                                                                                           |
| 9  | 2016年5月25日  | Bellwood / Stereo Sound | CD+DVD-ROM | SSPD-001/002 | 1982年にアナログLPとしてリリースされたベスト・アルバムを5本のオリジナル・アナログ・マスターテープから制作し直した限定復刻盤。DVD-ROMには192kHz/24ビットWAVのハイレゾ・ファイルを収録（両ディスクとも同内容の全10曲）。                                   |
| 10 | 2017年10月6日  | Bellwood ⁄ KING         | UHQCD      | KICS-2626    | 三浦光紀総監修による“Bellwood 45th Anniversary UHQCD Collection”シリーズとして再発（全20タイトル）。2017年最新デジタル・リマスタリング。サエキけんぞうによる新規ライナーノーツ付。全17曲。                                                               |